# Táctica (Leão VI)
Táctica (em latim: Tactica; em grego: Τακτικά) é um manual militar bizantino escrito pelo imperador (ou por ordem sua) Leão VI, o Sábio (r. 886–912), entre 895 e 908. Baseando-se em autores anteriores como Eliano Tático, Onasandro e no Estratégico do imperador Maurício, é uma das grandes obras da literatura militar bizantina e escrita às vésperas da "era de reconquistas" do Império Bizantino. O título grego original é τῶν ἐν πολέμοις τακτικῶν σύντομος παράδοσις ("Breve Instrução sobre as Táticas da Guerra"). O Táctica disserta sobre uma grande variedade de assuntos, como formações de infantaria e cavalaria, exercícios, táticas navais e de cerco e está dividido em vinte capítulos (Diataxeis) e um epílogo, mais doze outros capítulos adicionais sobre táticas antigas.

## Texto
O texto do Táctica chegou até nossos dias em diversos manuscritos, dos quais o mais autoritativo data da época do próprio Leão. A edição crítica com tradução para o inglês foi editada por G.T. Dennis e chama-se "The Taktika of Leo VI. Text, Translation and Commentary" ([CFHB 49] Dumbarton Oaks, Washington, D.C. 2010).